# فوزیه، سوریه
فوزیه (به عربی: الفوزیة) یک روستا در سوریه است که در ناحیه سلقین واقع شده‌است. فوزیه ۱۷۱ نفر جمعیت دارد.